# Municipio de Pokegama
El municipio de Pokegama (en inglés: Pokegama Township) es un municipio ubicado en el condado de Pine en el estado estadounidense de Minnesota. En el año 2010 tenía una población de 2743 habitantes y una densidad poblacional de 19,46 personas por km².

## Geografía
El municipio de Pokegama se encuentra ubicado en las coordenadas 45°52′13″N 93°2′34″O / 45.87028, -93.04278. Según la Oficina del Censo de los Estados Unidos, el municipio tiene una superficie total de 140.96 km², de la cual 132,1 km² corresponden a tierra firme y (6,28 %) 8,86 km² es agua.

## Demografía
Según el censo de 2010, había 2743 personas residiendo en el municipio de Pokegama. La densidad de población era de 19,46 hab./km². De los 2743 habitantes, el municipio de Pokegama estaba compuesto por el 97,48 % blancos, el 0,18 % eran afroamericanos, el 0,8 % eran amerindios, el 0,29 % eran asiáticos y el 1,24 % eran de una mezcla de razas. Del total de la población el 1,31 % eran hispanos o latinos de cualquier raza.